# 나주 전씨
나주 전씨(羅州全氏)는 전라남도 나주시를 본관으로 하는 한국의 성씨이다.
도시조 전섭(全聶)은 백제 십제공신(十濟功臣)이다. 중시조 전경(全卿)은 전섭(全聶)의 30세손으로, 고려 충렬왕 때 성균좨주(成均祭酒)를 지냈고, 1332년(충혜왕 19년)에 조적(曺頔)의 난을 평정한 공을 세워 정난공신(定難功臣)이 되었고, 1334년(충숙왕 3년)에 나성군(羅城君)에 봉해졌다.

## 기원
도시조(都始祖) 전섭(全聶)은 기원전 18년 고구려 동명왕(東明王)의 셋째 아들 온조(溫祚)가 백제를 개국할 때 마려(馬藜), 오간(烏干), 을음(乙音), 해루(解婁), 흘간(屹干), 곽충(郭忠), 한세기(韓世奇), 범창(笵昌), 조성(趙成) 등 9사람과 함께 공을 세워 십제공신(十濟功臣)으로 환성군(歡城君)에 봉해졌다. 전씨(全氏)는 도시조인 전섭으로부터 18본이 분적되었다.

## 시조
나주 전씨(羅州全氏)의 시조 전경(全卿)은 도시조 전섭(全聶)의 30세손이다. 전경은 고려 충렬왕 때 성균좨주(成均祭酒)를 지냈고, 1332년(충혜왕 19년)에 조적(曺頔)의 난을 평정한 공을 세워 정난공신(定難功臣)이 되었고, 1334년(충숙왕 3)에 나성군(羅城君)에 봉해졌다.

## 인물
- 전명조(全命肇, 1690년 ~ ?) : 조선 후기 문신. 자는 품초(稟初)이다. 본관은 나주(羅州). 부친 통훈대부(通訓大夫) 행 병조좌랑(行兵曹佐郞) 전성준(全聖準)과 모친 이직(李溭)의 딸 사이에서 태어났다. 1735년(영조 11) 증광시에서 생원 3등 27위로 합격하였고, 1740년(영조 16) 개성별시 문과에서 장원으로 급제하였다. 1744년(영조 20) 민수언(閔洙彦) 등과 함께 정언(正言)에 임명되었다. 이후 장령(掌令) 등을 역임하였다.
- 전봉초 : 음악가
- 전화황 : 서양화가

## 과거 급제자
나주 전씨는 조선시대 문과 급제자 6명을 배출하였다.
문과
전명조(全命肇) 전석구(全錫九) 전성신(全聖臣) 전성준(全聖準) 전성택(全聖澤)
전여초(全汝初)
무과
전상룡(全祥龍) 전응각(全應珏) 전진욱(全振郁)
생원시
전경회(全慶會) 전기태(全氣泰) 전대균(全大均) 전대열(全大烈) 전대익(全大益)
전대제(全大濟) 전대진(全大震) 전대훈(全大勳) 전명록(全命祿) 전명조(全命肇)
전명혁(全命赫) 전석천(全錫天) 전성빈(全聖賓) 전최호(全最浩) 전최홍(全㝡洪)
전황(全晃)
진사시
전기조(全基肇) 전명룡(全命龍) 전상겸(全象謙) 전최질(全最質)

## 항렬자
23世 흥(興), 24世 광(光) 규(奎), 25世 석(錫), 26世 태(泰),  27世 근(根), 28世 희(熙), 29世 배(培), 30世 진(鎭), 31世 수(洙), 32世 주(柱)

## 집성촌
- 황해도 개풍군 청교면 일원
- 황해도 개풍군 서면 광정리
- 황해도 봉산군 덕재면 대구리
- 평안남도 대동면 남형제산면 장산리
- 평안남도 영변군 연산면 화석리
- 평안남도 영변군 연산면 문봉리

## 인구
- 1985년 3,961가구, 17,687명
- 2000년 1,629가구, 5,169명

## 같이 보기
- 정선 전씨
- 천안 전씨
- 옥천 전씨
- 완산 전씨